# Lutas nos Jogos Olímpicos de Verão da Juventude de 2010 - Livre até 46 kg feminino
A competição da categoria até 46 kg feminino da luta livre nos Jogos Olímpicos de Verão da Juventude de 2010 foi disputada no dia 16 de agosto no Centro Internacional de Convenções, em Cingapura. Um total de sete lutadoras participou deste evento, limitado a atletas com peso corporal inferior a 46 quilogramas. Ao contrário dos Jogos Olímpicos de Verão, nos Jogos da Juventude foi distribuída apenas uma medalha de bronze por categoria.

## Medalhistas
| Ouro   | JPN Yu Miyahara  |
| Prata  | MDA Iulia Leorda |
| Bronze | FIN Petra Olli   |

## Resultados
As lutadoras competiram entre si dentro das duas chaves. As primeiras colocadas de cada chave disputaram o ouro e as segundas colocadas o bronze.

### Preliminares

#### Grupo A
| Pos | Atleta              | PC | PT | L | V | D |
| --- | ------------------- | -- | -- | - | - | - |
| 1   | JPN Yu Miyahara     | 7  | 12 | 2 | 2 | 0 |
| 2   | FIN Petra Olli      | 3  | 7  | 2 | 1 | 1 |
| 3   | VEN Oriannys Segura | 2  | 2  | 2 | 0 | 2 |

| FIN Petra Olli  | 0-4 | JPN Yu Miyahara     | (PT: 1-6) |
| FIN Petra Olli  | 3-1 | VEN Oriannys Segura | (PT: 6-1) |
| JPN Yu Miyahara | 3-1 | VEN Oriannys Segura | (PT: 6-1) |

#### Grupo B
| Pos | Atleta              | PC | PT | L | V | D |
| --- | ------------------- | -- | -- | - | - | - |
| 1   | MDA Iulia Leorda    | 10 | 29 | 3 | 3 | 0 |
| 2   | GER Laura Mertens   | 6  | 17 | 3 | 2 | 1 |
| 3   | AUS Carissa Holland | 4  | 5  | 3 | 1 | 2 |
| 4   | TUN Ikram Gannouni  | 1  | 10 | 3 | 0 | 3 |

| AUS Carissa Holland | 0-3 | GER Laura Mertens  | (PT: 0-7)  |
| TUN Ikram Gannouni  | 0-4 | MDA Iulia Leorda   | (PT: 3-12) |
| AUS Carissa Holland | 4-0 | TUN Ikram Gannouni | (PT: 5-6)  |
| GER Laura Mertens   | 0-3 | MDA Iulia Leorda   | (PT: 0-7)  |
| AUS Carissa Holland | 0-3 | MDA Iulia Leorda   | (PT: 0-10) |
| GER Laura Mertens   | 3-1 | TUN Ikram Gannouni | (PT: 10-1) |

### Fase final

#### Disputa pelo 7º lugar
| Sem oponente | - | TUN Ikram Gannouni |  |

#### Disputa pelo 5º lugar
| VEN Oriannys Segura | 3-0 | AUS Carissa Holland | (PT: 9-0) |

#### Disputa pelo bronze
| FIN Petra Olli | 3-1 | GER Laura Mertens | (PT: 6-4) |

#### Final
| JPN Yu Miyahara | 3-1 | MDA Iulia Leorda | (PT: 10-2) |

## Classificação final
| Pos.              | Atleta              |
| ----------------- | ------------------- |
| Medalha de ouro   | JPN Yu Miyahara     |
| Medalha de prata  | MDA Iulia Leorda    |
| Medalha de bronze | FIN Petra Olli      |
| 4                 | GER Laura Mertens   |
| 5                 | VEN Oriannys Segura |
| 6                 | AUS Carissa Holland |
| 7                 | TUN Ikram Gannouni  |